# 日本の学生が選ぶゴンクール賞
日本の学生が選ぶゴンクール賞（にほんのがくせいがえらぶごんくーるしょう）は、日本の学生（高校生、大学生、大学院生、専門学校生）が選考を行う文学賞。
フランスでもっとも権威ある文学賞、ゴンクール賞の日本版として、2021年に創設された。外国語版はほかにも全世界で26ヵ国が参加している。ゴンクール・アカデミーがあらかじめ選考した作品八作のうち、学生たちが四作に絞ってフランス語で読み、自分たちが気に入った作品を選ぶ。地区は北海道・東北地区、関東地区、中部地区、関西地区、中国・四国・九州地区の五つに分かれており、それぞれの地区で審査を行い、地区の代表者によるディベートを経て受賞作が決定される。
フランス語圏文学を積極的に促進・普及する役割のある学生たちや先生たちを支えること、日本の出版社によるフランス現代文学の翻訳出版をさらに促進すること、21世紀におけるフランス語の位置を見直すことを目指している。2023年には全国で約60人が参加した。

## 受賞作一覧
受賞作および候補作は以下のとおり。いずれも仮題で、邦訳された著作名が異なる場合はそれを記す。
| 回（年）        | 賞   | 受賞作                     | 著者                             | 翻訳                                                                      |
| --------------- | ---- | -------------------------- | -------------------------------- | ------------------------------------------------------------------------- |
| 第1回（2021年） | 大賞 | 受け入れたならば           | クララ・デュポン＝モノ           | 『うけいれるには』松本百合子訳 2023年3月 早川書房                         |
| 第1回（2021年） | 候補 | ろくでなしの子ども         | ソルジュ・シャランドン           |                                                                           |
| 第1回（2021年） | 候補 | エタンプの見者             | アベル・カンタン                 | 『エタンプの預言者』中村 佳子訳 2023年4月 KADOKAWA                        |
| 第1回（2021年） | 候補 | 人間の最奥に秘められた記憶 | モハメド・ブガール・サール       | モアメド・ムブガル・サール著 野崎歓訳 2023年10月 集英社                   |
| 第2回（2022年） | 大賞 | 姉妹のように               | クロエ・コルマン                 | 岩津航訳 2024年3月 早川書房                                               |
| 第2回（2022年） | 候補 | 作り物の絆                 | ナタン・ドゥヴェール             |                                                                           |
| 第2回（2022年） | 候補 | 生き急いで                 | ブリジット・ジロー               | 『生き急ぐ』加藤かおり訳 2024年11月 早川書房                              |
| 第2回（2022年） | 候補 | 嘘つき少女                 | パスカル・ロベール゠ディアール   |                                                                           |
| 第3回（2023年） | 大賞 | 彼女を見守る               | ジャン゠バティスト・アンドレーア | ジャン゠バティスト・アンドレア『彼女を見守る』澤田直訳 2025年3月 早川書房 |
| 第3回（2023年） | 候補 | ある愛のかたち             | ドミニック・バリベリス           |                                                                           |
| 第3回（2023年） | 候補 | プルースト、家族小説       | ロール・ミュラ                   |                                                                           |
| 第3回（2023年） | 候補 | チェス盤                   | ジャン゠フィリップ・トゥーサン   |                                                                           |
| 第4回（2024年） | 大賞 | ジャカランダ               | ガエル・ファイ                   |                                                                           |
| 第4回（2024年） | 候補 | ウーリ                     | カメル・ダウド                   |                                                                           |
| 第4回（2024年） | 候補 | 涙の要塞                   | アブデラ・タイア                 |                                                                           |
| 第4回（2024年） | 候補 | 引き波の日                 | メーリス・ド・ケランガル         |                                                                           |